# فنسنت إس. غرين
فنسنت إس. غرين (بالإنجليزية: Vincent S. Green)‏ هو روائي وسياسي أمريكي، ولد في 1953. انتخب عضو داكوتا الجنوبية البيت النواب.